# 207687 Senckenberg
207687 Senckenberg este un asteroid din centura principală de asteroizi.

## Descriere
207687 Senckenberg este un asteroid din centura principală de asteroizi. A fost descoperit pe 12 septembrie 2007 la Taunus de Erwin Schwab și Rainer Kling. Asteroidul prezintă o orbită caracterizată de o semiaxă mare de 2,36 ua, o excentricitate de 0,22 și o înclinație de 2,8° în raport cu ecliptica.